# Bibblan svarar
Bibblan svarar är en gratis svarstjänst från de svenska biblioteken som ersatte tjänsten Fråga biblioteket 2011.
Tjänsten bemannas av personal från svenska folkbibliotek. Likt Fråga biblioteket kan frågeställare ställa frågor utan att vara inloggade, dock finns det ingen chattfunktion. I största möjliga mån besvaras frågorna inom 48 timmar, som skickas till angiven e-postadress. Majoriteten av svaren sparas och publiceras i Svarsarkivet och är tillgängliga för alla att söka bland.
Bibblan svarar drivs av Malmö stadsbibliotek som en del av ett nationellt utvecklings- och samverkansuppdrag i partnerskap med Kungliga biblioteket.